# Deutzia maximowicziana
Deutzia maximowicziana là một loài thực vật có hoa trong họ Tú cầu. Loài này được Makino mô tả khoa học đầu tiên năm 1892.